# Миллер, Дорис
Дорис «Дори» Миллер (англ. Doris Miller; 12 октября 1919, Уэйко, Техас, США — 24 ноября 1943, Острова Гилберта и Эллис, Британские Западно-Тихоокеанские Территории) — американский моряк, участник Второй мировой войны, первый афроамериканец, получивший Военно-морской крест.
Дорис родился в семье чернокожих фермеров. Обучение в школе давалось ему плохо и к 19 годам он бросил школу и стал работать на родительской ферме. Интересовался природой: увлекался охотой, прошёл курс таксидермии и неудачно пытался вступить в Гражданский корпус охраны окружающей среды. С началом Второй мировой войны поступил на службу во флот, где увлёкся боксом и даже получил титул чемпиона линкора «Вест Вирджиния» в тяжёлом весе. Будучи вестовым, прошёл курсы обслуживания зенитных орудий.
Во время нападения на Пёрл-Харбор Миллер оказывал помощь умирающему капитану «Вирджинии», после чего встал за зенитную установку и вёл огонь, пока не кончился боекомплект. В ходе боя им был сбит один японский самолёт. После он присоединился к спасательной операции и вытащил из воды нескольких моряков. За эти действия он первым из чернокожих был награждён Военно-морским крестом. После награждения он стал широко использоваться американской пропагандой для привлечения чернокожих на службу — выпускались плакаты и открытки с его изображением, он ездил с выступлениями по США. После окончания турне, Миллер получил назначение на авианосец «Лиском Бэй», который в ходе битвы за Тараву был торпедирован и затонул. Среди спасшихся Дориса Миллера не оказалось, так что он был признан пропавшим без вести, а спустя год — погибшим.

## Биография

### Ранние годы
Дорис Миллер родился 12 октября 1919 года в небогатой семье фермеров Хенриетты и Конрея Миллеров в городке Уэйко в Техасе и был третьим из четырёх детей. Дорис посещал несколько школ в штате, но его документы были впоследствии утеряны. 25 января 1937 года Миллер поступил в среднюю школу своего родного города. Там он попал в футбольную команду на позицию защитника. Учёба в школе давалась ему плохо, он оставался в восьмом классе на второй год, а 30 мая 1938 года отчислился. После этого Дорис Миллер стал работать на ферме отца, занялся охотой и прошёл полный курс таксидермии. В это же время он пытался поступить на службу в Гражданский корпус охраны окружающей среды, но ему это не удалось.
Когда в Европе началась Вторая мировая война, 16 сентября 1939 года Миллер приехал в Даллас и завербовался во флот. После вводного курса в Норфолке он получил звание вестового 3 класса и 29 ноября был временно направлен для прохождения службы на корабль сопровождения «Пиро». В те времена чернокожие во флоте США служили исключительно в обслуживающих подразделениях, потому он стал стюардом в кают-компании. 2 января 1940 года Миллер был переведён на линкор «Вест Вирджиния», где кроме основной деятельности стюарда выполнял функции денщика для некоторых офицеров, получая за это ежемесячную надбавку в 5 долларов. При росте 190 сантиметров и весе 90 килограммов он принял участие в соревнованиях корабля по боксу в тяжёлом весе и стал чемпионом корабля, команда которого составляла около 2000 человек.
В июне и июле 1940 года Дорис Миллер дважды прошёл курсы подготовки к обслуживанию зенитных орудий на линкоре «Невада». По боевому расписанию он должен был находиться на зенитной батарее в центральной части корабля. 16 февраля 1941 года, незадолго до отправки «Вест Вирджинии» в Пёрл-Харбор Миллер получил звание вестового 2 класса.

### Нападение на Пёрл-Харбор
7 декабря 1941 года в 7:47 по местному времени «Вест Вирджиния» была торпедирована. Дорис Миллер в этот момент закончил накрывать завтрак в кают-компании и отправился собирать грязное бельё офицеров для прачечной. После объявления тревоги он направился на своё место по боевому расписанию, но обнаружил, что зенитная батарея уже разбита при попадании торпеды. Тогда он направился на точку сбора в районе мостика для ожидания других приказов. Там его заметил начальник связи лейтенант Джонсон и приказал следовать за ним на мостик, так как было необходимо вынести оттуда на полубак тяжело раненого капитана Мервина Бенниона, для чего Миллер подходил в силу его физических данных.  Капитана удалось донести только до укрытия в кормовой части рубки, после чего Джонсон отправился на полубак чтобы доложить о состоянии капитана, а Миллер с прибывшим санитаром оказали первую помощь капитану, который выразил желание остаться в рубке.
После этого Миллер получил приказ зарядить два зенитных пулемета Браунинг M2. Отдавший приказ уоррент-офицер Делано ожидал, что Миллер встанет заряжающим к одному из пулеметов, потому что опыта стрельбы у него до сих пор не было. Тем не менее Миллер не тоько зарядил пулеметы, но и открыл огонь по японским самолётам, заходящим для атаки «Вест Вирджинии». Он стрелял, пока не кончились паторны (по словам самого Миллера, это продолжалось около 15 минут), при этом был сбит один «Зеро», по которому в этот момент Миллер вёл огонь. Несмотря на то, что официально сбитие самолёта приписывают «Мэриленду», Миллер считал, что самолет сбил именно он. Позднее, некоторые источники стали приписывать Миллеру сбитие четырёх и даже шести «Зеро».
В это время на мостике начался пожар, а капитан Беннион скончался от полученных ранений. Миллер поступил в распоряжение лейтенанта Риккетса и занимался спасением моряков из воды на шканцах. При этом он спас несколько моряков, которые, как отмечалось в рапорте, скорее всего иначе погибли бы. Через какое-то время «Вест Вирджиния» начала погружаться в воду и Миллер был эвакуирован вместе с остальной командой.

### Дальнейшая служба
15 декабря 1941 года Миллер был переведён на крейсер «Индианаполис». В это время в американской прессе стали появляться упоминания «неизвестного чернокожего героя Пёрл-Харбора», в которых в точности описывалась история Дориса Миллера. Президент Рузвельт, получив список представленных к награждению, в котором был указан «неизвестный чернокожий матрос», распорядился найти этого человека и наградить его крестом «За выдающиеся заслуги». 12 марта 1942 года историк Лоуренс Реддик обнаружил среди отчётов отчёт о действиях Миллера, о чём написал в командование ВМС США. На следующий день сенатор от Нью-Йорка Джеймс Мид предложил наградить Миллера Медалью Почёта, а 17 марта с этой же инициативой в сенате выступил сенатор от Мичигана Джон Дингуэлл.
14 марта Pittsburgh Courier напечатал статью, где Дорис Миллер из-за опечатки был назван «Дори» (англ. Dorie). В дальнейшем некоторые источники опечатывались и публиковали его, как Dore или Dorrie, а некоторые ошибочно утверждали, что так его называли в экипаже. Это прозвище попало на агитационную открытку и позднее в фильм «Пёрл-Харбор».
21 марта газета Pittsburgh Courier начала сбор подписей для ходатайствования об отправке Дориса Миллера в Военно-морскую академию, но эта инициатива не увенчалась успехом. 9 апреля Фрэнк Нокс рекомендовал не вручать Миллеру Медаль Почёта, так как его подвиг не попадал под статут награды, хоть и заслуживал поощрения. 10 мая Национальный афроамериканский конгресс осудил действия Нокса, но на следующий день указом президента Рузвельта Миллер был удостоен высшей награды ВМС США и второй по старшинству награды в стране — Военно-морского Креста. Награждение было произведено на борту авианосца «Энтерпрайз» 27 мая, награду герою вручил командующий Тихоокеанским флотом, адмирал Честер Нимиц.

Это первый случай, когда столь высокая награда присуждена представителю его расы, и я уверен, что в будущем мы увидим других подобных награждённых за подвиги.
Оригинальный текст (англ.)This marks the first time in this conflict that such high tribute has been made in the Pacific Fleet to a member of his race and I’m sure that the future will see others similarly honored for brave acts.
— Честер Нимиц на награждении
1 июня Миллер был повышен в звании до вестового 1 класса, а 27 июня отозван на родину для участия в продаже облигаций военного займа. В рамках тура он выступил во многих городах Техаса и Иллинойса. 15 мая 1943 года, по возвращении из тура, он получил унтер-офицерское звание кока 3 класса и назначен на авианосец «Лиском Бэй».

### Гибель
24 ноября 1943 года у берегов Кирибати в Тихом океане «Лиском Бэй», прикрывая высадку на острова Гилберта, был торпедирован японской субмариной I-175. В результате взрыва паров бензина и боезапаса флагманский корабль командира 24-й дивизии авианосцев контр-адмирала Генри М. Маллиникса затонул за 23 минуты с большими потерями в личном составе. Среди спасшихся Миллера не было. 7 декабря 1943 года его родители получили уведомление о том, что их сын считается пропавшим без вести.
30 апреля 1944 года во второй баптистской церкви Уэйко была проведена поминальная служба по Миллеру, а 8 мая возле школы, где он учился, был поставлен гранитный знак в его память. 25 ноября 1944 года он был официально объявлен мёртвым.

## Награды
- Военно-морской крест[2];
- Медаль «Пурпурное сердце»[2];
- Боевая ленточка[2];
- Медаль «За безупречную службу во флоте»[2];
- Памятная медаль обороны Америки[2];
- Медаль «За Американскую кампанию»[2];
- Медаль «За Азиатско-тихоокеанскую кампанию»[2];
- Медаль Победы во Второй мировой войне[2].

## Память
Именем Дориса Миллера названы:
- USS «Миллер» (DE-1091)[2][3] — эскортный корабль типа «Нокс», который был построен в Вествего, штат Луизиана. Активная служба корабля проходила в составе Атлантического Флота США. В июле 1975 года «Миллер» был переклассифицирован как фрегат (в связи с чем поменял обозначение на FF-1091) и в январе 1982 года был переведен в запас ВМС США. Фрегат был выведен из состава флота 15 октября 1991 года, а 19 июля 1999 года передан Турции. В июне 2001 года бывший фрегат ВМС США был потоплен в ходе учений турецкого флота «Sea Wolf-2001».
- Одна из улиц в Уэйко — родном городе героя[2][3].
- Школа в Сан-Антонио, Техас[3].

2 апреля 1942 года CBS Radio выпустило в эфир радиопостановку о подвиге Миллера. В 1970 году Миллер был изображён в фильме Тора! Тора! Тора!. В 2001 году вышел фильм Майкла Бэя «Пёрл-Харбор», в котором одна из сюжетных линий повествует о Дорисе Миллере.
В 1943 году был выпущен агитационный плакат с изображением Дориса Миллера.
В 2010 году в серии «Герои американского флота» выпущена почтовая марка «Дорис Миллер». Также Почтовая служба США выпустила конверт и почтовый штамп с его изображением.
- В январе 2020 года ВМФ США объявил о закладке авианосца USS Doris Miller (CVN-81) типа «Джеральд Р. Форд», который будет назван именем Миллера. Спуск на воду планируется на 2028 год[6].